# Rinaldo d'Este
Rinaldo d'Este (26. dubna 1655, Modena – 26. října 1737, Modena) byl od roku 1694 do své smrti vévodou z Modeny a Reggia z rodu d'Este.

## Život
Rinaldo se narodil ve vévodském paláci v Modeně jako jediný syn ze třetího manželství vévody Františka I. z Modeny. Jeho matkou byla Lukrécie Barberini, dcera Taddea Barberini a jeho manželky Anny Colonny.
Dne 2. srpna 1686 se stal kardinálem, v roce 1694 však církevní dráhu opustil a stal se nástupcem svého synovce, vévody Františka II. z Modeny. Oženil se s princeznou Šarlotou Felicitas Brunšvicko-Lüneburskou (1671–1710), nejstarší dcerou vévody Jana Fridricha Brunšvicko-Lüneburského a Benedikty Jindřišky Falcko-Simmernské. Doufal, že sňatek s německou princeznou by mu mohl poskytnout potřebnou podporu různých německých královských domů, včetně Habsburků, s nimiž byla manželka spřízněna.
Rinaldo se se Šarlotou oženil 11. února 1696 v Modeně. Rinaldo tím chtěl posílit vztahy mezi Modenou a Brunšvikem, jemuž vládla Hannoverská dynastie. Svatební oslavy byly navzdory finančním problémům Modeny znamenité; na počest sňatku byl pozván umělec Marcantonio Franceschini, aby vymaloval komnatu zvanou Salone d'onore.
Šarlota zemřela ve vévodském paláci v Modeně při porodu dcery v září 1710. Dítě zemřelo také. Vévodkyně byla pohřbena v kostele San Vincenzo v Modeně. Její syn se stal v roce 1737 modenským vévodou.
Rinaldův první počin jako vévody bylo snížení ceny obilí ke zlepšení životních podmínek rolníků.
Po vypuknutí války o španělské dědictví (1702) vyhlásil neutralitu, to však francouzským vojákům nezabránilo dobývat Modenu. Vévoda byl nucen prchnout do Bologny. V roce 1707, po dlouhém obléhání, jehož se Rinaldo zúčastnil, vyhnali němečtí vojáci Francouze z jeho hlavního města. Následkem mírové smlouvy získal Rinaldo vévodství Mirandola, ale ztratil Comacchio. V roce 1721 se pokusil vytvořit přátelštější vztahy s Francií sňatkem svého syna Františka se Šarlotou Aglaé Orleánskou, dcerou vévody Filipa II. Orleánského, který Francii vládl jako regent během nezletilosti krále Ludvíka XV. Šarlota Aglaé obdržela ohromné věno ve výši 1.8 milionu livrů, část dostala jménem krále a část od otce regenta. Od své nové země, Modeny, dostala Šarlota Aglaé výbavu sestávající z diamantů a portrétů budoucího manžela. Manželství však bylo problematické, převážně kvůli prostopášnému chování vévodovy snachy.
Aby zaručil u dvora klid a mír, nechal Rinaldo mladému páru postavit oddělenou rezidenci v Rivaltě u Reggio Emilia. Selhal také jeho pokus získat za přítele Parmské vévodství prostřednictvím sňatku své dcery Enrichetty d'Este s vévodou Antoniem Parmským. Když vévoda zemřel bez dědice, zabrala španělská královna Alžběta Parmská vévodství pro svého syna Karla, člena rodu Bourbonů.
V roce 1733 začala válka o polské dědictví. Rinaldo se, přes vyhlášenou neutralitu, tajně postavil na stranu Rakouska. Francouzští vojáci ho opět donutili přestěhovat se do Bologny, ale mír z roku 1736 byl pro vévodu znovu příznivý, tentokrát získal hrabství Novellara a Bagnolo.
Modenský vévoda Rinaldo d'Este zemřel ve vévodském paláci v Modeně 26. října 1737 ve věku 82 let. Jeho nástupcem se stal jeho syn František.

## Potomci
Rinaldo měl se svou německou manželkou Šarlotou za čtrnáct let společného manželství osm dětí:
- Benedikta Marie Ernesta d'Este (1697–1777); zemřela neprovdaná a bezdětná
- František III. d'Este (1698–1780) ⚭ 1721 Šarlota Aglaé Orleánská (1700–1761); ⚭ 1761 Tereza Castelbarco; ⚭ 1769 Renata Tereza d'Harrach (oba sňatky byly morganatické)
- Amálie Giuseppina d'Este (1699–1778)
- Gian Federico d'Este (1700–1727)
- Enrichetta d'Este (1702–1777) ⚭ 1727 vévoda z Parmy a Piacenzy Antonín Parmský (1679–1731)
- Klementina d'Este (1708)
- dcera (1710)

## Vývod z předků
|                        |                             |  |                   |                                   |  |  |  |  |  |  |  | Alfonso d'Este |
|                        |                             |  |                   |                                   |  |  |  |  |  |  |  |                |
|                        | César Estenský              |  |                   |                                   |  |  |  |  |  |  |  |                |
|                        |                             |  |                   |                                   |  |  |  |  |  |  |  |                |
|                        |                             |  |                   | Julie z Rovere                    |  |  |  |  |  |  |  |                |
|                        |                             |  |                   |                                   |  |  |  |  |  |  |  |                |
|                        | Alfons III. Estenský        |  |                   |                                   |  |  |  |  |  |  |  |                |
|                        |                             |  |                   |                                   |  |  |  |  |  |  |  |                |
|                        |                             |  |                   | Cosimo I. de Medici               |  |  |  |  |  |  |  |                |
|                        |                             |  |                   |                                   |  |  |  |  |  |  |  |                |
|                        | Virginie Medicejská         |  |                   |                                   |  |  |  |  |  |  |  |                |
|                        |                             |  |                   |                                   |  |  |  |  |  |  |  |                |
|                        |                             |  |                   | Camilla Martelli                  |  |  |  |  |  |  |  |                |
|                        |                             |  |                   |                                   |  |  |  |  |  |  |  |                |
|                        | František I. Estenský       |  |                   |                                   |  |  |  |  |  |  |  |                |
|                        |                             |  |                   |                                   |  |  |  |  |  |  |  |                |
|                        |                             |  |                   | Emanuel Filibert Savojský         |  |  |  |  |  |  |  |                |
|                        |                             |  |                   |                                   |  |  |  |  |  |  |  |                |
|                        | Karel Emanuel I. Savojský   |  |                   |                                   |  |  |  |  |  |  |  |                |
|                        |                             |  |                   |                                   |  |  |  |  |  |  |  |                |
|                        |                             |  |                   | Markéta Francouzská               |  |  |  |  |  |  |  |                |
|                        |                             |  |                   |                                   |  |  |  |  |  |  |  |                |
|                        | Izabela Savojská            |  |                   |                                   |  |  |  |  |  |  |  |                |
|                        |                             |  |                   |                                   |  |  |  |  |  |  |  |                |
|                        |                             |  |                   | Filip II. Španělský               |  |  |  |  |  |  |  |                |
|                        |                             |  |                   |                                   |  |  |  |  |  |  |  |                |
|                        | Kateřina Michaela Španělská |  |                   |                                   |  |  |  |  |  |  |  |                |
|                        |                             |  |                   |                                   |  |  |  |  |  |  |  |                |
|                        |                             |  |                   | Alžběta z Valois                  |  |  |  |  |  |  |  |                |
|                        |                             |  |                   |                                   |  |  |  |  |  |  |  |                |
| Reginald III. Estenský |                             |  |                   |                                   |  |  |  |  |  |  |  |                |
|                        |                             |  |                   |                                   |  |  |  |  |  |  |  |                |
|                        |                             |  | Antonio Barberini |                                   |  |  |  |  |  |  |  |                |
|                        |                             |  |                   |                                   |  |  |  |  |  |  |  |                |
|                        | Karel Barberini             |  |                   |                                   |  |  |  |  |  |  |  |                |
|                        |                             |  |                   |                                   |  |  |  |  |  |  |  |                |
|                        |                             |  |                   | Camilla Barbadori                 |  |  |  |  |  |  |  |                |
|                        |                             |  |                   |                                   |  |  |  |  |  |  |  |                |
|                        | Tadeáš Barberini            |  |                   |                                   |  |  |  |  |  |  |  |                |
|                        |                             |  |                   |                                   |  |  |  |  |  |  |  |                |
|                        |                             |  |                   | Don Vincenzo Magalotti            |  |  |  |  |  |  |  |                |
|                        |                             |  |                   |                                   |  |  |  |  |  |  |  |                |
|                        | Costanza Magalotti          |  |                   |                                   |  |  |  |  |  |  |  |                |
|                        |                             |  |                   |                                   |  |  |  |  |  |  |  |                |
|                        |                             |  |                   | Donna Clarice Capponi             |  |  |  |  |  |  |  |                |
|                        |                             |  |                   |                                   |  |  |  |  |  |  |  |                |
|                        | Lukrécie Barberiniová       |  |                   |                                   |  |  |  |  |  |  |  |                |
|                        |                             |  |                   |                                   |  |  |  |  |  |  |  |                |
|                        |                             |  |                   | Fabricius Colonna                 |  |  |  |  |  |  |  |                |
|                        |                             |  |                   |                                   |  |  |  |  |  |  |  |                |
|                        | Filip I. Colonna            |  |                   |                                   |  |  |  |  |  |  |  |                |
|                        |                             |  |                   |                                   |  |  |  |  |  |  |  |                |
|                        |                             |  |                   | Anna Boromejská                   |  |  |  |  |  |  |  |                |
|                        |                             |  |                   |                                   |  |  |  |  |  |  |  |                |
|                        | Anna Colonnová              |  |                   |                                   |  |  |  |  |  |  |  |                |
|                        |                             |  |                   |                                   |  |  |  |  |  |  |  |                |
|                        |                             |  |                   | Don Girolamo Tomacelli di Galatro |  |  |  |  |  |  |  |                |
|                        |                             |  |                   |                                   |  |  |  |  |  |  |  |                |
|                        | Donna Lucrezia Tomacelli    |  |                   |                                   |  |  |  |  |  |  |  |                |
|                        |                             |  |                   |                                   |  |  |  |  |  |  |  |                |
|                        |                             |  |                   | Donna Ippolita Ruffo di Sinopoli  |  |  |  |  |  |  |  |                |
|                        |                             |  |                   |                                   |  |  |  |  |  |  |  |                |